# Akira Kubota
Akira Kubota (født 12. april 1973) er en tidligere japansk fodboldspiller.
Han har spillet for flere forskellige klubber i sin karriere, herunder Gamba Osaka og Kyoto Purple Sanga.